# Paternopoli
Paternopoli község (comune) Olaszország Campania régiójában, Avellino megyében.

## Fekvése
A megye keleti részén fekszik. Határai: Castelfranci, Castelvetere sul Calore, Fontanarosa, Gesualdo, Luogosano, Montemarano, San Mango sul Calore, Torella dei Lombardi és Villamaina.

## Története
A települést a longobárd uralom idején alapították. A következő századokban nemesi birtok volt. A 19. században nyerte el önállóságát, amikor a Nápolyi Királyságban felszámolták a feudalizmust.

## Népessége
A népesség számának alakulása:

## Főbb látnivalói
- Palazzo Famiglietti
- San Nicola di Bari-templom
- San Sebastiano-templom
- San Giuseppe-templom
- San Michele Arcangelo-kápolna